# Margarida da Hungria (imperatriz)
Margarida da Hungria (em húngaro:  Margit) foi uma imperatriz-consorte bizantina, esposa de Isaque II Ângelo. Ela era a filha mais velha de Bela III da Hungria e sua primeira esposa Inês de Antioquia.

## Família
Emérico era seu irmão mais velho enquanto que André II da Hungria e Constança da Hungria eram os mais novos. Dois outros irmãos, Salomão e Estêvão, foram mencionados na "Europäische Stammtafeln: Stammtafeln zur Geschichte der Europäischen Staaten" (1878) de Detlev Schwennicke como tendo supostamente morrido jovens.
Seus avós paternos foram Géza II da Hungria e Eufrósine de Quieve. Seus avós maternos eram Reinaldo de Châtillon e Constança de Antioquia, príncipes de Antioquia.

## Primeiro casamento
Em janeiro de 1185, Margarida se casou com o imperador bizantino Isaque II Ângelo, que desejava uma aliança estratégica com o Reino da Hungria para fortalecer sua reivindicação ao trono bizantino. Ao se casar e se converter para a Igreja Ortodoxa, Margarida assumiu o nome de "Maria". Eles tiveram dois filhos:
- Manuel Ângelo (m. 1212), evidentemente o filho mais velho, tendo sido considerado, em 1205, para ascender ao trono bizantino.[4]
- João Ângelo (n. c. 1193 – m. 1259), migrou para a Hungria e reinou sobre a região da Sírmia e Bacs (1227 - 1242) como um vassalo do rei Béla IV.

Isaque foi deposto e cegado em 1195 por seu irmão Aleixo III Ângelo, que assumiu o trono. Isaque foi preso, mas não sabemos se Margarida também foi. O enteado dela, Aleixo IV Ângelo, escapou e se juntou às discussões que dariam em breve origem à Quarta Cruzada. Ele e outros, insatisfeitos, convenceram os cruzados a atacarem Constantinopla para depor seu tio e reconduzirem Isaque e ele ao trono. Em 1204, depois de saquearem Constantinopla, os cruzados cumpriram a promessa, mas por pouco tempo.

## Segundo casamento
Isaque - "cujo final foi acelerado pelo destino de seu filho... estrangulado numa masmorra depois que um envenenamento fracassou em matá-lo" - morreu em fevereiro de 1204. Quando Bonifácio de Montferrat, comandante das forças terrestres que tomaram a capital bizantina, tomou o Palácio de Bucoleão, descobriu que Margarida estava refugiada lá. Bonifácio era, a época, um dos dois únicos comandantes cruzados considerados para a função de imperador, mas perdeu a disputa para Balduíno IX, conde de Flandres. Como compensação, ele recebeu "todos os territórios na margem asiática do Bósforo e também a Ilha de Griesse [o Peloponeso ]". A coroação do novo imperador ocorreu na Igreja de Santa Sofia em 16 de maio de 1204. No mesmo ano, em Constantinopla, a viúva Margarida, imperatriz-mãe, se casou com Bonifácio e retornou para a fé católica.
Em 1204, depois do casamento, Bonifácio solicitou a troca de seus domínios na Ásia pela Reino de Tessalônica, que ele considerava mais adequado para um alinhamento político com seu novo cunhado, André, o regente da Hungria, que seria seu vizinho, e o novo imperador concordou. Bonifácio, contudo, não conseguiu usufruir de suas conquistas em paz e foi obrigado a lutar para defendê-las até a morte. A enteada de Margarida, Inês de Monferrato, se casou com o novo imperador Henrique de Flandres em fevereiro de 1207. No mesmo ano, Bonifácio estava retornando para Tessalônica quando foi emboscado por forças búlgaras. Ele foi capturado, decapitado e sua cabeça foi enviada para Joanitzes da Bulgária.
Com Bonifácio, Margarida teve um filho:
- Demétrio de Monferrato, em 1207, casado com a irmã do duque de Atenas. Morreu sem filhos.

Bonifácio deixou um testamento no qual ele apontava Demétrio como seu sucessor em Tessalônica sob a regência da mãe. Seu filho Guilherme, de um casamento anterior, sucedeu-o na Marca de Monferrato. Os barões, porém, sabendo que um governante forte seria necessário, montaram um conselho de regência para o garoto.

## Terceiro casamento
Em 1207, com a morte do pai, Demétrio se tornou o rei de Tessalônica, pelo menos nominalmente. O imperador visitou Tessalônica para receber homenagem do herdeiro, mas foi impedido de entrar na cidade pelo oficial de justiça Biandrate até que concordasse com demandas ultrajantes. Margarida, agora na presença do imperador, se colocou à disposição dele e revelou a conspiração dos nobres contra Demétrio. O imperador então finalmente coroou o garoto rei de Tessalônica.
Biandrate fugiu, mas continuou a conspirar contra o novo rei, retornando novamente em 1216 para reivindicar a regência. "Como resposta ao apelo de Margarida, o imperador correu para ajudá-la, mas chegou ao local apenas para morrer repentinamente, em condições misteriosas, na flor da idade". Por volta de 1216, Margarida finalmente fugiu para a Hungria, aparentemente deixando o filho para trás em Tessalônica. Ela se casou novamente com Nicolau de Saint Omer, que havia acompanhado o seu tio na cruzada e recebera um feudo em Doris e era chamado de "senhor da Beócia". As colinas de Santameri na região devem seu nome a uma corrupção de "Saint Omer".
Com Nicolau, Margarida aparentemente teve dois filhos:
- Béla de Saint Omer.
- Guilherme de Saint Omer, que se casou, mas morreu sem filhos.

Margarida ainda vivia em 1223, mas não sabemos quando e onde morreu e nem onde foi sepultada.